# Malik Allen
Malik Allen (* 27. Juni 1978 in Willingboro, New Jersey) ist ein ehemaliger US-amerikanischer Basketballspieler, der bei den Orlando Magic in der NBA spielte. Er ist 208 cm groß und spielt auf der Position des Power Forward.

## Karriere
Nach vier Jahren an der Villanova University blieb Allen beim NBA-Draft 2000 unberücksichtigt. Er begann seine Karriere in der ABA bei den San Diego Wildfire und in der International Basketball League bei Trenton in der 2000/2001 Saison. Am 20. Juli 2001 wurde er von Miami Heat unter Vertrag genommen und spielte nun erstmals in der NBA. Dort blieb er, bis er am 24. Februar 2005 zu den Charlotte Bobcats wechselte. Am 2. September 2005 unterschrieb er einen Zweijahresvertrag bei den Chicago Bulls. Während der zwei Saisons bei den Bulls spielte Allen bei 114 Spielen mit und erzielte 4,5 Punkte und 2,3 Rebounds im Durchschnitt pro Spiel. Am 10. September 2007 unterzeichnete Allen einen ein-Jahres Vertrag der New Jersey Nets mit einer Ablösesumme von 964,636 US-Dollar. Zusammen mit Jason Kidd und Antoine Wright wurde er am 19. Februar 2008 gegen andere Spieler zu den Dallas Mavericks getauscht. Mit Tyronn Lue unterzeichnete er am 17. Juli 2008 einen Vertrag bei den Milwaukee Bucks.